# Xian de Nan
Pour les articles homonymes, voir Nan.
Le xian de Nan (南县 ; pinyin : Nán Xiàn) est un district administratif de la province du Hunan en Chine. Il est placé sous la juridiction de la ville-préfecture de Yiyang.

## Démographie
La population du district était de 728 698 habitants en 1999.